# Török Mária (színművész)
Török Mária, Latabár Endréné, Mimi, (Kolozsvár, 1822. január 5. – Budapest, 1895. december 15.) színésznő. A Latabár-színészdinasztia alapítójának, Latabár Endrének a felesége.

## Élete, pályája
Török István (1789–1851) kolozsvári színész és Soós Julianna lányaként született. Testvérei: Kováts Béniné Török Katica, a vidék és Kolozsvár kedvelt komikája és ifj. Török István, aki Latabárnál dolgozott.
1838. október 1-jén lépett a színi pályára Göde István társulatánál, Kolozsvárott, mint kisgyermek. 1841. január 11-én férjhez ment Latabár Endre színészhez, aki később igazgatóvá lépett elő. Férje színházigazgatósága idején Török Mária is a miskolci társulat tagja volt. Együtt járták a vidéki városokat, főleg szubretteket alakított, csacska nőket személyesített meg, és csak később tért át a karakterének jobban megfelelő komikai szerepkörre. 1872–1873-ban Kassán működött, onnan Miskolcra ment, ahol a közönség egyik kedvence volt. Az ő érdeme, hogy első operaprimadonnánknak, Dérynének nyugvóhelyét emlékkő hirdeti a miskolci Szent Anna-temetőben. 
A református vallású Latabárné Török Mária 1895. december 12-én hunyt el Budapesten, a Damjanich utca 38-as szám alatt, szívszélhűdésben.

## Főbb szerepei
- Annus (Weber: A bűvös vadász)
- Ritta (Hérold: Zampa)
- Gienetta (Donizetti: Szerelmi bájital)
- Abigail (Eugène Scribe: Egy pohár víz)
- Vilmos (Benedix: A bácsi)
- Julcsa (Szigligeti Ede: Szökött katona).